# Humphreysia floreata
Humphreysia floreata – gatunek widłonoga z rodziny Chondracanthidae; jedyny przedstawiciel rodzaju Humphreysia. Gatunek i rodzaj opisał w 1934 roku brytyjski zoolog William Harold Leigh-Sharpe (1881–1950).